# Vj (artiest)
Een vj is een artiest die bewegende beeldende kunst creëert (meestal video) op grote schermen tijdens concerten, in nachtclubs en discotheken, muziekfestivals of tentoonstellingen. Vaak gebeurt dat in combinatie met andere vormen van uitvoerende kunst. Het resultaat is een multimediale voorstelling met muziek, acteurs en dansers, alsmede live en een opgenomen video.
Vj is de afkorting van video jockey of visual jockey, dat naar analogie van disc jockey zoiets als bestuurder van videoapparatuur betekent.

## Vj's
Een van de eerste Nederlandse vj was computerkunstenaar Micha Klein. Andere grondleggers die in Nederland actief waren zijn bijvoorbeeld de van oorsprong Amerikaanse Peter Rubin (1941-2015), en een collectief als Montevideo.  In 2004/2005 werd in Nederland en België voor het eerst Visual Sensations georganiseerd, een wedstrijd voor vj's. Uit die tijd dateren ook de invloedrijke BeamLab bijeenkomsten. Bekende grotere organisaties zijn Veejays.com, Eyesupply, Vision Impossible, Kijkbuiskinderen en Mr. Beam. Internationaal zijn bijvoorbeeld Moment Factory en V Squared Labs vermaard, en eerder ook Reuben Sutherland en Peter Greenaway. Een bijzondere vorm van vj'en is het zogenaamde '3 projection mapping' (kortweg: mapping). Hierbij wordt een gebouw of decor 'aangekleed' met projecties die precies passen op de 3D-structuur van dit object, waardoor verbluffende optische illusies mogelijk worden.

## Techniek
Vj's maken en bewerken beelden en video's met verschillende apparatuur en software. Vroeger ging dat analoog, met bijvoorbeeld VHS-recorders en zelfs (vloeistof)dia's, sinds de jaren negentig meestal digitaal. De beelden worden gemaakt in beeldbewerkingsprogramma's zoals AfterEffects en Cinema 4D. Daarna wordt er live mee geïmproviseerd middels software als Resolume en Modul8, waardoor de beelden zich voortdurend kunnen aanpassen aan muziek en performers. Als hardware spelen videomixers (zoals de Roland-V800), mediaservers en midicontrollers een rol, waarmee verschillende videosignalen gemengd of afgewisseld kunnen worden. Vroeger werden er via de videomixer (zoals de oude WJ-MX50) verschillende effecten over een videosignaal heen gelegd, tegenwoordig gebeurt het meeste vanuit laptops. De beelden worden met een of meer beamers geprojecteerd of op ledschermen weergegeven, waardoor vj's overdag en buiten kunnen performen. In de meest geavanceerde shows wordt met onder meer tijdcodes de timing precies afgestemd met andere showelementen zoals geluid, lasers, rook en vuurwerk. Een opleidingsinstituut voor vj-techniek is sinds 2006 VjAcademy.